# 6-Stunden-Rennen von Daytona 1981

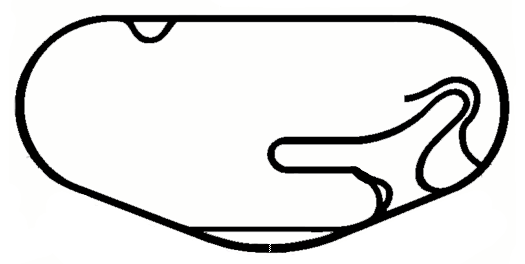
Skizze des Daytona International Speedway, das Rennen wurde auf dem Ovalkurs ausgetragen

Das 6-Stunden-Rennen von Daytona 1981, auch 6 Hours of Daytona Champion Spark Plug Challenge, Daytona International Speedway, fand am 2. Juli auf dem  Daytona International Speedway statt und war der zehnte Wertungslauf der Sportwagen-Weltmeisterschaft dieses Jahres.

## Das Rennen
Der zehnte Wertungslauf der Sportwagen-Weltmeisterschaft 1981 war ein Kuriosum und zählte nur zur Fahrerwertung der Meisterschaft. Weshalb dieses Rennen ausschließlich für Rennsportwagen (Klasse RS) ausgeschrieben wurde, ist bis heute weitgehend unklar geblieben. Die US-amerikanische RS-Klasse entsprach fast dem technischen Reglement der europäischen Tourenwagen-Europameisterschaft; die Rennen wurden aber naturgemäß mit anderen Silhouettefahrzeugen bestritten als die in Europa. Zum Einsatz kamen vor allem Fabrikate aus den USA und Japan wie die Mazda RX-3 und RX-2, der Ford Pinto und verschiedene Modelle der American Motors Corporation.
Durch diese sonderbare Klasseneinteilung, die in der gesamten Saison bei keiner Veranstaltung mehr eine Entsprechung fand, waren fast ausschließlich US-amerikanische Privatteams und Fahrer am Start. Zu Erwähnen sind als Fahrer Hurley Haywood, der zu diesem Zeitpunkt (1977) bereits den ersten seiner drei Le-Mans-Siege gefeiert hatte und der junge Bobby Rahal. Erstaunlich war auch das Antreten von Art Cross, einem Monoposto-Piloten aus den 1940er- und 1905er-Jahre. Cross war 1981 nicht nur seit fast 25 Jahren keine Rennen mehr gefahren, sondern inzwischen mit 63 Jahren ein echter Veteran.
Das Rennen gewannen Roger Mandeville und Amos Johnson auf einem Mazda RX-3, vor ihren Markenkollegen Tom Waugh und Jim Downing.

## Ergebnisse

### Schlussklassement
| 1               | RS | 38 | Mandeville Racing       | Roger Mandeville Amos Johnson                | Mazda RX-3          | 152 |
| 2               | RS | 63 | Downing Maffucci Racing | Tom Waugh Jim Downing                        | Mazda RX-3          | 152 |
| 3               | RS | 27 | Mike Meyer              | Jack Dunham Hurley Haywood                   | Mazda RX-3          | 147 |
| 4               | RS | 13 | Malone Freight          | Fred Stiff Jay Elmore                        | Mazda RX-3          | 145 |
| 5               | RS | 35 | Chuck Ulinski           | Chuck Ulinski Marion Speer                   | Mazda RX-3          | 145 |
| 6               | RS | 94 | Jim Nealon              | Jim Nealon Bill Jobe                         | Mazda RX-3          | 145 |
| 7               | RS | 9  | Budweiser Racing        | Luis Sereix Javier Garcia                    | Buick Skyhawk       | 143 |
| 8               | RS | 06 | William Koll            | Ian Pearce Rob McFarlin                      | AMC Spirit          | 142 |
| 9               | RS | 53 | Sandpiper Racing        | Danny Smith H. W. Alexander Paul Elvis       | Mazda RX-3          | 140 |
| 10              | RS | 5  | Paul Lambke             | Paul Lambke Alf Zellmer                      | Mazda RX-3          | 140 |
| 11              | RS | 59 | Famous Amos             | Milton Moise Tommy Riggins Brent O’Neill     | AMC Spirit          | 139 |
| 12              | RS | 15 | Rob Jackson             | Rob Jackson Robert Weaver                    | AMC Spirit          | 138 |
| 13              | RS | 8  | Paul Romano             | Paul Romano Bill Johnson                     | Mazda RX-2          | 137 |
| 14              | RS | 90 | James Bobo              | Gary English James Bobo                      | Mazda RX-3          | 136 |
| 15              | RS | 7  | Amos Johnson            | Dennis Shaw Bob Akin                         | AMC Spirit          | 132 |
| 16              | RS | 30 | Harvey Racing           | Harvey Hardy Bob Gray                        | Ford Pinto          | 130 |
| 17              | RS | 26 | Great Bay               | Craig Rubright Smith Coachman                | AMC Gremlin         | 127 |
| 18              | RS | 56 | Famous Amos             | Don Courtnay Patty Moise                     | AMC Spirit          | 126 |
| 19              | RS | 25 | Pegasus Racing          | Joseph Lowman Terry Keller                   | Ford Pinto          | 125 |
| 20              | RS | 6  | QFM-96                  | John Rankin Galvy Gordon                     | Ford Mustang        | 125 |
| 21              | RS | 98 | Richard Kitchell        | C. C. Canada Thompson Franklin Harry Cochran | AMC Gremlin         | 124 |
| 22              | RS | 34 | Music City Racing       | Buzz Cason Charles Moseley                   | Mazda RX-3          | 120 |
| 23              | RS | 04 | Jim Cox                 | Nort Northam Jack Rynerson                   | Honda Civic         | 119 |
| 24              | RS | 76 | American Marine         | Art Yarosh Bill Barber                       | AMC Pacer           | 119 |
| 25              | RS | 14 | Dave Panaccione         | Art Cross Bill Mazzoni                       | AMC Concord         | 116 |
| 26              | RS | 96 | Amick/Indicott          | Brad Indicott Paul Morgan John Amick         | Ford Pinto          | 113 |
| 27              | RS | 60 | Buddy Brogden           | Dave Cowart Buddy Brogden                    | Mazda RX-3          | 108 |
| 28              | RS | 68 | Keith Lawhorn           | Keith Lawhorn William Kleiber                | Datsun 510          | 106 |
| 29              | RS | 61 | Toad Hallow Racing      | Bobby Rahal Tide Ebding Roger Barron         | Mazda RX-3          | 105 |
| 30              | RS | 03 | Bill Peck               | Carl Sloan Bill Peck                         | Mazda RX-3          | 103 |
| 31              | RS | 58 | Michael Lindsley        | Michael Lindsley Larry Figaro                | Subaru DL           | 92  |
| Disqualifiziert |    |    |                         |                                              |                     |     |
| 32              | RS | 82 | Tom Baker               | Michael Newman Tom Baker                     | Ford Pinto          | 11  |
| Ausgefallen     |    |    |                         |                                              |                     |     |
| 33              | RS | 81 | Scott Smith             | George Clark Scott Smith                     | Oldsmobile Starfire | 132 |
| 34              | RS | 86 | Hoerr Brothers          | Irv Hoerr Scott Hoerr                        | AMC Spirit          | 124 |
| 35              | RS | 99 | Kai Showkat             | Kai Showkat Phil Currin                      | AMC Spirit          | 112 |
| 36              | RS | 80 | Ralph Evans             | Mike Miller Ralph Evans                      | BMW 320i            | 107 |
| 37              | RS | 54 | Wever/Palmer            | Byron Wever Cary Palmer                      | Mazda RX-3          | 104 |
| 38              | RS | 87 |                         | Dario Orlando Dave Yerger                    | Ford Pinto          | 104 |
| 39              | RS | 37 | RJL Racing              | Gene Felton Joe Llauget                      | Mazda RX-3          | 97  |
| 40              | RS | 0  | Bob’s Speed Products    | Bob Lee Timothy Lee Guy Church               | Chevrolet Monza     | 93  |
| 41              | RS | 23 | Kim Kenyon              | Kim Kenyon Peter Uria                        | AMC Gremlin         | 90  |
| 42              | RS | 01 | Joe Varde               | Joe Varde Bob Garretson                      | Mazda RX-3          | 88  |
| 43              | RS | 47 | Tom Lyttle              | Tom Lyttle Don Jones                         | Datsun 510          | 83  |
| 44              | RS | 51 | Robert Buchtler         | Robert Buchtler Ed Odum                      | Ford Pinto          | 80  |
| 45              | RS | 16 | Danny Smith             | Rodney Ashcroft Garrett Jenkins              | AMC Gremlin         | 78  |
| 46              | RS | 55 | Doug Moser              | Doug Moser Ron Johnson King Smith            | Datsun 1200         | 78  |
| 47              | RS | 02 | Joe Varde               | Steve Zadrick Jose Rios                      | AMC Spirit          | 75  |
| 48              | RS | 46 | Southwind Enterprises   | Ralston Long Bob McGraw                      | AMC Concord         | 72  |
| 49              | RS | 89 | Wayne Barker            | Wayne Barker Harry Robinson                  | Ford Pinto          | 72  |
| 50              | RS | 21 | National Car Rental     | Bobby Engels Timothy F. M. Lee               | Chevrolet Vega      | 71  |
| 51              | RS | 50 | Eddie Mecum junior      | Eddie Mecum junior Eddie Mecum               | Buick Skyhawk       | 32  |
| 52              | RS | 88 | J & M Racing            | Mick Robinson John Trollo                    | Datsun 510          | 30  |
| 53              | RS | 78 | David Ellis-Brown       | David Ellis-Brown Bill Barnes                | Volvo 142           | 23  |
| 54              | RS | 4  | E. J. Pruitt            | Gary Quellette Kyle Petty                    | Mazda RX-3          | 18  |
| 55              | RS | 12 | Holbrook/Sparks         | Michael Sparks Carl Holbrook                 | Ford Mustang        | 15  |
| 56              | RS | 97 | Amick/Indicott          | Dale Whittington John Amick                  | Ford Pinto          | 14  |
| 57              | RS | 44 | Joe Amato               | Del Carson Joe Amato                         | AMC Spirit          | 14  |
| 58              | RS | 3  | Joe Varde               | Steve Paquette Tom Diehl                     | AMC Spirit          | 11  |
| 59              | RS | 17 | S Team                  | Jim Stricklin Tim Stringfellow               | Datsun 510          | 10  |
| 60              | RS | 08 | Keith Swope             | Keith Swope Mauricio de Narváez              | AMC Spirit          | 1   |
| 61              | RS | 00 | Mike Meyer              | Hurley Haywood Mike Meyer                    | Mazda RX-3          | 1   |
| Nicht gestartet |    |    |                         |                                              |                     |     |
| 62              | RS | 09 | Horacia Ferrea          | Julio Miqueo Antonío Aventin                 | Ford Mustang        | 1   |
| 63              | RS | 2  | Jim Shelton             | James Shelton Dean Jameson                   | Ford Pinto          | 2   |
| 64              | RS | 11 | Jim Trueman             | Jerry Thompson Donald Yenko                  | Plymouth Citation   | 3   |
| 65              | RS | 20 | Eddie Mecum             | Eddie Mecum Don Yenko                        | Buick Skyhawk       | 4   |
| 66              | RS | 31 | Randy Davis             | Randy Davis Jim Crosby                       | AMC Gremlin         | 5   |
| 67              | RS | 64 | Wayne Stradley          | Wayne Stradley Jim Fowells Ray Mummery       | AMC Pacer           | 6   |
| 68              | RS | 72 | Tampa Bay Racing        | Craig Ross Charles Mendez                    | Datsun 200SX        | 7   |
| 69              | RS | 73 | Mike Levine             | Mike Levine David McIntosh                   | Plymouth Arrow      | 8   |
| 70              | RS | 74 | Glen Cross              | Glen Cross Dave Cowart                       | Datsun 200SX        | 9   |
| 71              | RS | 75 |                         | Cameron Worth Alex Priest                    | Mazda RX-3          | 10  |
| 72              | RS | 83 | Larry O’Brien           | Larry O’Brien William Heath                  | Mazda RX-2          | 11  |

1 nicht gestartet
2 nicht gestartet
3 Motorschaden im Training
4 nicht gestartet
5 nicht gestartet
6 nicht gestartet
7 nicht gestartet
8 nicht gestartet
9 nicht gestartet
10 Defekt an der Antriebswelle im Training
11 nicht gestartet

### Nur in der Meldeliste
Hier finden sich Teams, Fahrer und Fahrzeuge, die ursprünglich für das Rennen gemeldet waren, aber aus den unterschiedlichsten Gründen daran nicht teilnahmen.
| Pos. | Klasse | Nr. | Team                       | Fahrer                              | Chassis         |
| ---- | ------ | --- | -------------------------- | ----------------------------------- | --------------- |
| 73   | RS     |     | A. J. James                | A. J. James Donny Fraser Ron Bowker | AMC Gremlin     |
| 74   | RS     | 03  | Jack Ries                  | Jack Ries                           | Ford Pinto      |
| 75   | RS     | 18  | S Team                     | Tim Springfellow                    | Datsun 510      |
| 76   | RS     | 36  | Richard Cline              | Rick Cline                          | Mazda RX-3      |
| 77   | RS     | 39  | B. K. Layne                | B. K. Layne John Morgan             | Chevrolet Monza |
| 78   | RS     | 52  | Atlanta Racing Enterprises | James Reeve                         | Buick Skyhawk   |
| 79   | RS     | 57  | Rick Jaeschke              | Rick Jaeschke                       | Datsun 200SX    |
| 80   | RS     | 74  | Skip Grenier               | Skip Grenier                        | Mazda RX-2      |
| 81   | RS     | 83  | Jerry Walsh                | Jerry Walsh                         | Ford Capri      |
| 82   | RS     | 85  | George Kiricenkov          | George Kiricenkov Harry Deacon      | Ford Pinto      |
| 83   | RS     | 96  | QFM-96                     | John Rankin Galvy Gordon            | Ford Mustang    |

### Klassensieger
| Klasse | Fahrer           | Fahrer       | Fahrzeug   | Platzierung im Gesamtklassement |
| ------ | ---------------- | ------------ | ---------- | ------------------------------- |
| RS     | Roger Mandeville | Amos Johnson | Mazda RX-3 | Gesamtsieg                      |

### Renndaten
- Gemeldet: 83
- Starter: 61
- Gewertet: 31
- Rennklassen: 1
- Zuschauer: unbekannt
- Wetter am Renntag: warm und trocken
- Streckenlänge: 6,180 km
- Fahrzeit des Siegerteams: 6:00:29,730 Stunden
- Gesamtrunden des Siegerteams: 152
- Gesamtdistanz des Siegerteams: 939,342 km
- Siegerschnitt: 156,341 km/h
- Pole Position: Irv Hoerr – AMC Spirit (#86) – 2:14,272 = 165,690 km/h
- Schnellste Rennrunde: Jim Downing – Mazda RX-3 (#63) 2:16,620 = 162,843 km/h
- Rennserie: 10. Lauf zur Sportwagen-Weltmeisterschaft 1981